# Ayuntamiento de South Melbourne
El Ayuntamiento de South Melbourne es un edificio cívico emblemático ubicado en Bank Street en South Melbourne, un suburbio de Melbourne, Victoria, Australia. Está incluido en el Registro del Patrimonio Victoriano como patrimonio estatal de importancia para Victoria.

## Historia
Se inauguró oficialmente el 30 de junio de 1880 y se construyó para albergar lo que entonces se conocía como el Consejo Municipal de Emerald Hill, así como un salón público, un instituto de mecánica y una biblioteca, el Departamento de Correos y Telégrafos, el Departamento de Policía, el Palacio de Justicia y el Cuerpo de Bomberos. Fue diseñado por el destacado arquitecto de Melbourne Charles Webb en estilo clásico académico victoriano, presentando una amplia fachada de columnas y pilastras corintias de orden gigante, con un pórtico central y pabellones salientes en cada esquina, dominados por una torre de reloj de varios niveles muy alta. Se construyó en un terreno elevado, como pieza central de un bloque planificado formalmente, con un patio delantero en forma de un pequeño parque curvo. El reloj se añadió a la torre del reloj en 1881, y el nombre de la ciudad se cambió a South Melbourne en 1883.

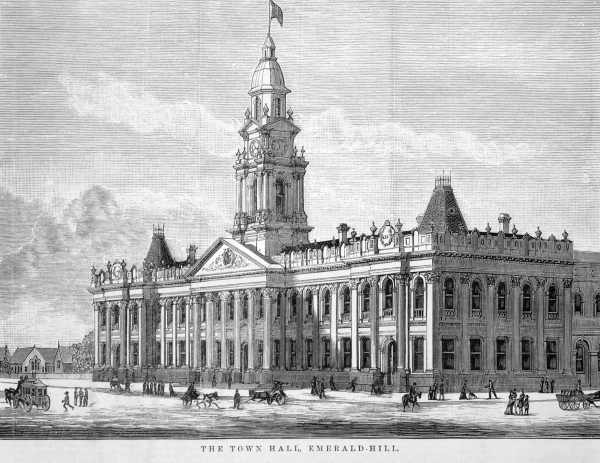
El Ayuntamiento de South Melbourne en 1880

En la década de 1930 se reformaron algunos elementos interiores y se instalaron nuevos muebles para la sala del consejo, diseñados por Oakley y Parkes.
Está en el Registro del Patrimonio Victoriano, junto con el parque y el monumento a la Guerra de los Bóers de 1905 que se encuentra enfrente. Se considera uno de los ayuntamientos más grandes de Victoria y simboliza la prosperidad y la confianza del sur de Melbourne el siglo pasado.En 1994, las ciudades de South Melbourne, Port Melbourne y St Kilda se fusionaron para formar la nueva ciudad de Port Phillip. La nueva administración del consejo se centró en el Ayuntamiento de St Kilda, y solo se conservaron oficinas secundarias en el Ayuntamiento de South Melbourne.
Ese mismo año, el Gobierno Federal creó la Academia Nacional Australiana de Música (ANAM), que se convirtió en el principal ocupante del edificio. ANAM es el centro nacional para el desarrollo de músicos con talento destacado en Australia, y la sala se ha convertido en una sala de conciertos.
El edificio fue restaurado en 2004 gracias a una subvención patrimonial del gobierno estatal, lo que permitió restablecer el techo decorativo y la cresta de hierro (eliminados en 1945) y restaurar el color exterior ocre original.
En 2012, Multicultural Arts Victoria, la principal organización artística de Victoria que promueve la diversidad cultural en las artes, trasladó su sede al Ayuntamiento de South Melbourne. En 2018, una parte importante del tejado interior se derrumbó, y partes del edificio estuvieron cerradas durante muchos meses mientras se realizaban importantes obras de construcción. En 2020, todo el edificio se cerró por cuestiones de seguridad y está previsto que las reparaciones duren algunos años. La ANAM se trasladó al Convento de Abbotsford en espera de que se completen las obras de reparación y una remodelación a gran escala.